# Renault Nervastella

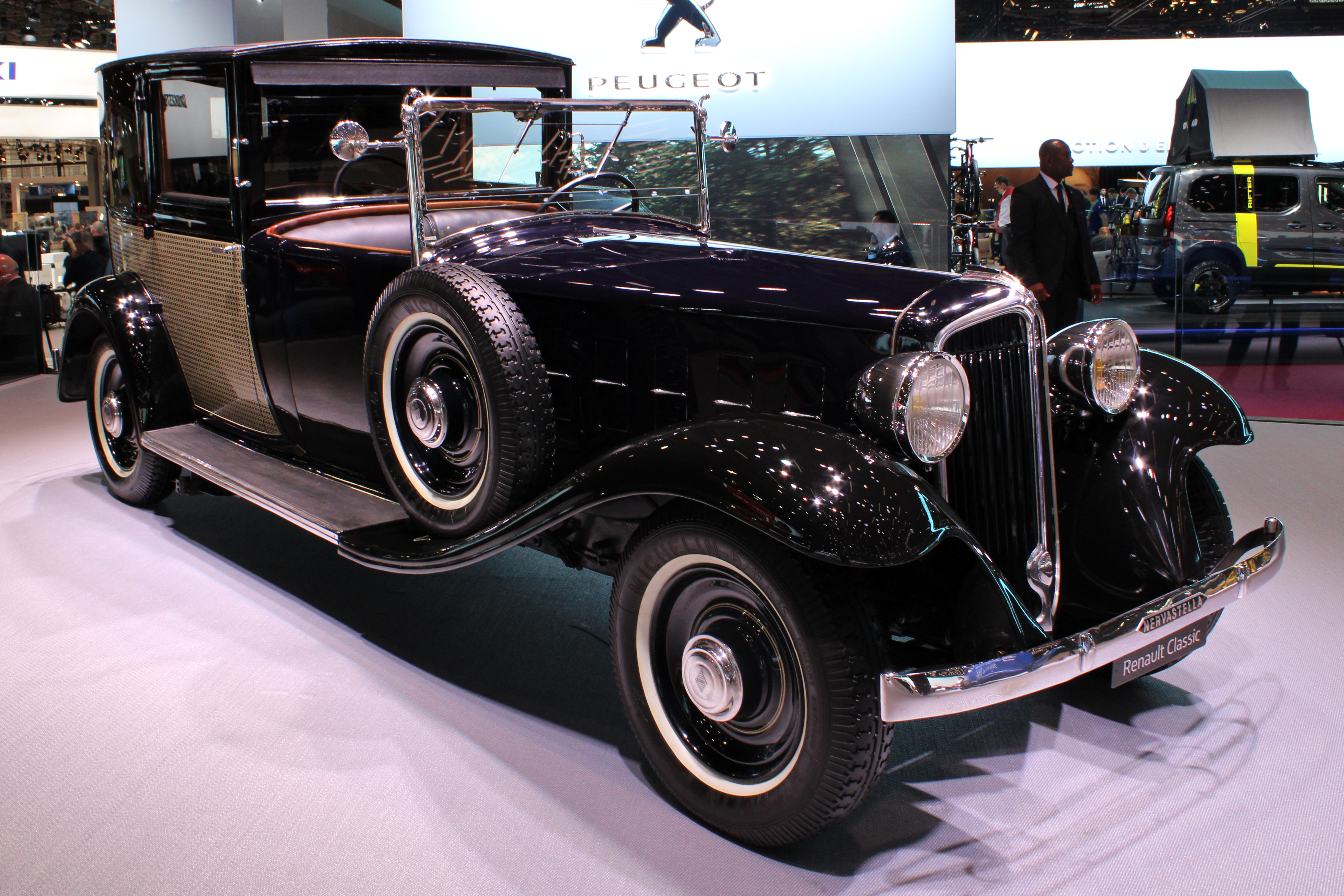
Renault Nervastella (TG4)

El Nervastella es un automóvil de gran tamaño construido por Renault entre 1930 y 1937. Se usó como un automóvil estatal y, por lo tanto, las imágenes del Presidente de la República Francesa que se sienta en una Nervastella se pueden ver en noticieros desde mediados de los años treinta.
El automóvil era un hermano menor del Renault Reinastella, que había sido lanzado un año antes, pero el Nervastella era técnicamente más avanzado y con una distancia entre ejes de 3,350 mm (131.9 in) era, según los estándares de la época y lugar, un coche de grandes dimensiones.
A principios de la década de 1930, Renault introdujo una serie de modelos con nombres que terminaban en "-stella", que era una referencia consciente a la palabra latina para una "estrella".

## Motor
El automóvil fue impulsado por un motor de 8 cilindros en línea, pero el tamaño de la unidad de potencia cambió a través de la carrera de producción del automóvil.
El Nervastella se lanzó con un motor de 4241 cc para el que se declararon 100 PS (74 kW) de potencia, alcanzados a una impresionante velocidad de giro de 3300 rpm. El tamaño del motor creció a 4825 cc en 1933 y aumentó nuevamente, para 1935, a 5448 cc. El aumento de 1933 no estuvo acompañado por ningún aumento en la potencia máxima del Nervastella estándar, e incluso el aumento de la capacidad del motor de 1935 solo elevó la salida indicada a 110 CV (81 kW).

## Evolución
El coche apareció originalmente como una berlina de cuatro puertas (salón/sedán) o como un "Cupé de ville" (un coupé de lujo grande de dos puertas). La gama se amplió un año más tarde con la larga limusina de "seis luces" con base de ruedas con un par adicional de ventanas laterales entre el pilar C y las puertas traseras y espacio para cinco o siete personas.
Una versión de especificación reducida, que compartía el motor de 4241 cc del Nervastella, con el distintivo del Renault Nervahuit, se exhibió en el Salón del Automóvil de París en octubre de 1930 y se ofreció durante 1931. El precio inicial del Nervahuit en enero de 1931, de 48.000 francos por un coche con carrocería de torpedo, era mucho menor que el precio inicial del Nervastella con carrocería "Berline" (berlina/sedán) estándar, que alcanzaba los 95.000 francos.
Hubo un cambio de modelo completo en 1932: la palabra "aérodynamique" estaba muy presente en los informes sobre la gama de Renault a principios de los años treinta. Los coches "Nervastella ZD2" recibieron carrocerías de acero prensado "estilo americano" con colas levemente inclinadas asociadas con la nueva moda "aerodinámica" de la época. De esta forma, el Nervastella era efectivamente una versión con una mayor distancia entre ejes del modelo Vivastella (ya de un tamaño considerable) del fabricante. La batalla "estándar" del Nervastella de (3350 milímetros (131,9 plg)) era la misma "larga" distancia entre ejes del Vivastella. El Nervastella vino con tipos de carrocería que incluían la "Berline aérodynamique" con capacidad para cinco pasajeros, con un coste de 49.000 francos. Una distancia entre ejes más larga de 3,590 mm (141.3 in) soportaba el "Conduite interieure aérodynamique" con asientos para siete, con un precio de 52.000 francos. Ambos eran automóviles sedán/salón de gran tamaño. También hubo un modelo más ligero, deportivo y menos equipado que se introdujo en marzo de 1932, el Nervasport.
Cualquier cliente que pidiera un Nervastella con la carrocería del año anterior podía ver reducido el precio del vehículo en unos 2000 francos, lo que podía ser el reflejo de la acumulación de automóviles sin vender, o simplemente indicar el alto costo de las nuevas prensas de acero necesarias para conformar las carrocerías, cuyas formas suaves más complicadas se pusieron de moda en este momento. Además de los automóviles con carrocería estándar, los Nervastella aún podían comprarse en forma de chasis base para la adaptación de una carrocería "a medida" más exclusiva.
El Nervastella ABM6 se exhibió como modelo de 1937 en el 30.º Salón del Automóvil de París en octubre de 1936. En ese momento, el único tipo de carrocería ofrecido era la limusina de "seis ventanas laterales", utilizando el chasis "largo" con una distancia entre ejes de 3.380 mm (133.1 in) del fabricante. El tamaño del motor había aumentado a 5448 cc y la potencia máxima reclamada era de hasta 115 CV (85 kW). También hubo, este año, un Renault Nerva Grand Sport Tipo ABM7 relacionado con una distancia entre ejes de "solo" 3,210 mm (126,4 in) y se ofreció con una pequeña selección de carrocerías de dos puertas tipo "coach" y "cabriolet".
Un año más tarde, el Nervastella había desaparecido del puesto de exhibición del fabricante.

## Tipos
- TG/TG1/TG2/TG3/TG4 (1246 Nervastellas producidos: 1929/33) - "TG5" era el nombre para Nervasport
- ZD2/ZD4 (318 producido: 1933/35)
- ACS1/ACS2 (198 producidos: 1935/36)
- ABM4/ABM6 (167 producidos: 1935/37)